# Adélaïde (prénom)
Pour les articles homonymes, voir Adélaïde.
Adélaïde est un prénom féminin français de forme savante, dont Alice représente la forme populaire.

## Étymologie
C'est un prénom d'origine germanique, de Adalhaid, formé sur la racine adal « noble » (cf. allemand edel), le second élément étant haid- « lande, bruyère » (cf. allemand Heide) ou -haidu « de nature, d'apparence », (allemand -heit. cf. allemand Adelheit « noblesse », nom de personne équivalent Adelheid).

## Fête et saint patron
- Adélaïde de Bourgogne (° vers 931 - † 999), Adélaïde de Bourgogne ou Adelaïde du Saint-Empire ou Alice de Seltz, reine d'Italie, reine d'Allemagne et première des impératrices du Saint-Empire romain germanique par son mariage avec Othon Ier, fêtée le 16 décembre.
- Adélaïde de Villich († 1015), abbesse de Vilich en Rhénanie, près de Bonn et abbesse du monastère de Sainte-Marie du Capitole, près de Cologne ; fêtée localement le 5 février[5].
- Alice de Schaerbeek († 1250), aussi appelée Adélaïde, Aleyde ou Alix, cistercienne à la Cambre ; fêtée le 11 juin.

- Pour voir toutes les pages commençant par Adélaïde, consulter la liste générée automatiquement pour le nom Adélaïde.

## Occurrence

### France
En 2022, environ 8 958 personnes portent ce prénom en France. C'est le 406e prénom le plus attribué en 2020 dans le pays, avec 124 naissances. Son année record est 1987, avec près de 500 naissances. 2022 a vu naître 149 Adélaïde.